# جائزة إسبانيا الكبرى 1990
جائزة إسبانيا الكبرى 1990 هو سباق فورمولا 1 أقيم بتاريخ 30 سبتمبر 1990 في شريش، إسبانيا. كان الرابع عشر من أصل 16 في بطولة العالم لسباقات الفورمولا واحد موسم 1990. حلّ الفرنسي ألن بروست أولا بينما جاء البريطاني نايجل مانسيل في المركز الثاني وحصل على المركز الثالث الإيطالي أليساندرو نانيني.